# Governo Tittoni
Il Governo Tittoni è stato il quarantunesimo esecutivo del Regno d'Italia, guidato da Tommaso Tittoni.  
Esso, nato in seguito alle dimissioni del governo precedente, è stato in carica dal 16 marzo al 28 marzo 1905 (sebbene già dimissionario dal precedente 25 marzo), per un totale di soli 12 giorni.
Fu il governo più breve della storia del Regno d'Italia e della storia d'Italia in quanto non gli venne accordata, in uno dei primi atti del parlamentarismo, la fiducia parlamentare alla Camera il 24 marzo 1905.

## Compagine di governo

### Appartenenza politica
| Partito | Partito          | Presidente | Ministri | Sottosegretari | Totale |
| ------- | ---------------- | ---------- | -------- | -------------- | ------ |
|         | Destra storica   | 1          | 5        | 4              | 10     |
|         | Sinistra storica | -          | 6        | 6              | 12     |

### Situazione parlamentare
NOTA: Questo governo fu il primo ad essere stato effettivamente affetto dalle dinamiche parlamentari sulla fiducia (che venivano spesso attuate indirettamente e tramite vari ordini del giorno), portando così, dopo decenni di progressiva costruzione della prassi, ad una forte rilevanza stratificata, e da qui definitivamente consolidata, dell’organo legislativo, che diede avvio alla Monarchia parlamentare e ad un’evidente evoluzione in senso democratico della responsabilità politica, nonostante fosse solo una convenzione costituzionale. Ufficialmente infatti, ai tempi del Regno d'Italia, poiché secondo lo Statuto Albertino il governo rispondeva concretamente al solo Re (il quale, dando egli stesso una prima fiducia al governo, aveva il potere di far resistere l’esecutivo ad un voto della Camera dei deputati, come alcune volte fece), il rapporto con il Parlamento in senso moderno non era pienamente obbligatorio (ed in tal senso vari sono stati i casi di formazione o sopravvivenza di un governo palesemente privo di tale supporto), pur diventato oramai fondamentale. La prassi di determinare la sopravvivenza dell’esecutivo in base al supporto parlamentare, dunque, si è qui affermata, ma sarà definitivamente più affine alla forma moderna solo successivamente, specie con l’ascesa dei partiti di massa e con l’introduzione del sistema proporzionale. Per questo motivo, il grafico sottostante espone, secondo ricostruzioni e dichiarazioni, nonché secondo la composizione del governo ed anche secondo il voto effettivamente subìto, il supporto che questo ha ottenuto.
| Camera              | Collocazione | Partiti                                             | Seggi     |
| ------------------- | ------------ | --------------------------------------------------- | --------- |
| Camera dei deputati | Governo      | PLC (76), DEM (12)                                  | 88 / 508  |
| Camera dei deputati | Astensione   | DEM (3)                                             | 3 / 508   |
| Camera dei deputati | Opposizione  | DEM-D. (180), PR (37), PSI (29), PRI (24), UECI (3) | 273 / 508 |
| Camera dei deputati | Non votanti  | DEM-D. (144)                                        | 144 / 508 |

## Composizione
| Carica                                | Titolare                                      | Titolare                                      | Titolare                                       | Sottosegretario                                        |
| Presidenza del Consiglio dei ministri | Presidenza del Consiglio dei ministri         | Presidenza del Consiglio dei ministri         | Presidenza del Consiglio dei ministri          | Sottosegretario di Stato alla Presidenza del Consiglio |
| ------------------------------------- | --------------------------------------------- | --------------------------------------------- | ---------------------------------------------- | ------------------------------------------------------ |
| Presidente del Consiglio dei ministri |                                               |                                               | Tommaso Tittoni (Destra storica)               | Carica non assegnata                                   |
| Ministero                             | Ministri                                      | Ministri                                      | Ministri                                       | Sottosegretario                                        |
| Affari Esteri                         |                                               |                                               | Tommaso Tittoni (Destra storica)               | Guido Fusinato                                         |
| Agricoltura, Industria e Commercio    |                                               |                                               | Luigi Rava (Indipendente)                      | Girolamo Del Balzo                                     |
| Lavori Pubblici                       |                                               |                                               | Francesco Tedesco (Destra storica)             | Domenico Pozzi                                         |
| Interno                               |                                               |                                               | Tommaso Tittoni (Destra storica)               | Ugo di Sant'Onofrio del Castillo                       |
| Pubblica Istruzione                   |                                               |                                               | Vittorio Emanuele Orlando (Sinistra storica)   | Emilio Pinchia                                         |
| Guerra                                |                                               |                                               | Ettore Pedotti (Indipendente)                  | Paolo Spingardi                                        |
| Marina                                |                                               |                                               | Carlo Mirabello (Indipendente)                 | Augusto Aubry                                          |
| Finanze                               |                                               |                                               | Angelo Majorana Calatabiano (Sinistra storica) | Giovanni Camera                                        |
| Grazia e Giustizia e Culti            |                                               |                                               | Scipione Ronchetti (Sinistra storica)          | Luigi Facta                                            |
| Poste e Telegrafi                     | Francesco Tedesco (Destra storica) Ad interim | Francesco Tedesco (Destra storica) Ad interim | Francesco Tedesco (Destra storica) Ad interim  | Gismondo Morelli Gualtierotti                          |
| Tesoro                                |                                               |                                               | Luigi Luzzatti (Destra storica)                | Alfredo Codacci Pisanelli                              |

## Cronologia

### 1905
- 12 marzo - Il Governo giura dinanzi al Re.
- 16 marzo - Tittoni si reca alla Camera dei Deputati, dove ha un colloquio con alcuni onorevoli e con il presidente della Camera Giuseppe Marcora, poi riceve alla Consulta l'on. Ugo di Sant'Onofrio del Castillo, poi si reca a Palazzo Braschi ed infine al Senato per un colloquio con il presidente Tancredi Canonico[6].
- 23 marzo - Il Presidente del Consiglio Tittoni commemora alla Camera l'on. Lodovico Ceriana Mayneri, scomparso qualche giorno prima, e, resosi conto di non avere il supporto parlamentare con l’approvazione di un ordine del giorno ostile con 273 favorevoli (88 contrari, 3 astenuti e 64 non votanti), comunica la crisi ministeriale, in seguito fa le stesse dichiarazioni al Senato.[7]
- 25 marzo - Il Presidente del Consiglio rassegna ufficialmente le dimissioni dinnanzi al Re, il quale, dopo averle accettate, incarica Alessandro Fortis.
- 28 marzo - Con il giuramento del nuovo governo, termina ufficialmente l’esperienza di governo.